# Fetch le vétérinaire
 (août 2016).
Si vous disposez d'ouvrages ou d'articles de référence ou si vous connaissez des sites web de qualité traitant du thème abordé ici, merci de compléter l'article en donnant les références utiles à sa vérifiabilité et en les liant à la section « Notes et références ».
Fetch le vétérinaire ou Pipa, Jo et Lucie au Québec (Fetch the Vet) est une série télévisée d'animation britannique en 26 épisodes de dix minutes créée par Stephen Thraves, produite par Cosgrove Hall Films, et diffusée entre le 18 septembre 2000 et le 23 décembre 2001 sur le réseau ITV.
En France, la série est diffusée sur France 5 dans l'émission Debout les Zouzous et rediffusée sur Playhouse Disney, et au Québec à partir du 21 septembre 2002 à Télé-Québec.

## Synopsis
Tom, le vétérinaire de Duckhurst est un véritable héros dans le village. Ici, les animaux ont un ami fidèle, toujours prêt à voler à leur secours.

## Version Française
- Luc Boulad : Fetch (1er voix, saison 1)
- Emmanuel Fouquet : Fetch (2e voix, saison 2)
- Autres voix : Nathalie Homs, Olivier Korol, Vincent de Bouard, Mathias Kozlowski, Caroline Mozzone, François Créton, Cyrille Artaux, Lucile Boulanger, Adrien Solis